# Wasserturm an der Heidemannstraße
Der Wasserturm an der Heidemannstraße ist ein Wasserturm an der Heidemannstraße (Ecke Lilienthalallee) im Münchner Stadtteil Freimann. Er gehörte zum Ausbesserungswerk München-Freimann und ist mit diesem als Baudenkmal in die Bayerische Denkmalliste eingetragen.

## Beschreibung
Der Turm ist 40,5 Meter hoch und hat einen quadratischen Grundriss, der sich nach oben leicht verjüngt. Er trägt ein Zeltdach, auf dem eine Funkantenne angebracht ist.

## Geschichte
Der Turm wurde 1918/19 von der Bayerischen Maschinenfabrik Friedrich Krupp errichtet. Nach dem Zweiten Weltkrieg wurde er mit Eternit-Platten verschalt. Unter der Verkleidung befindet sich immer noch das Logo der Familie Krupp. Zeitweise hat die Feuerwehr im Turm ihre Schläuche getrocknet. Der Turm steht auf dem Gelände der CA Immo.